# Fruitport
Fruitport es una villa ubicada en el condado de Muskegon en el estado estadounidense de Míchigan. En el Censo de 2010 tenía una población de 1093 habitantes y una densidad poblacional de 414,96 personas por km².

## Geografía
Fruitport se encuentra ubicada en las coordenadas 43°7′32″N 86°9′22″O / 43.12556, -86.15611. Según la Oficina del Censo de los Estados Unidos, Fruitport tiene una superficie total de 2.63 km², de la cual 2.35 km² corresponden a tierra firme y (10.82%) 0.28 km² es agua.

## Demografía
Según el censo de 2010, había 1093 personas residiendo en Fruitport. La densidad de población era de 414,96 hab./km². De los 1093 habitantes, Fruitport estaba compuesto por el 95.79% blancos, el 1.46% eran afroamericanos, el 0.18% eran amerindios, el 0.37% eran asiáticos, el 0% eran isleños del Pacífico, el 1.1% eran de otras razas y el 1.1% pertenecían a dos o más razas. Del total de la población el 2.01% eran hispanos o latinos de cualquier raza.